# Пик Прусика
Пик Прусика — гранитный утёс высотой 2438 метров над уровнем моря, находящийся в западной части хребта Темпль в округе Шелан, штат Вашингтон. Входит в состав альпийского заповедника и часто появляется на художественных фотографиях. Пик Прусика находится в хребте Стюарт, который, в свою очередь, является частью Каскадного хребта. Своё название получил в честь доктора Карла Прусика (1896-1961), - австрийского альпиниста и изобретателя одноимённого верёвочного узла, который, как оказалось, использовался Фредом Беки в 1948 году во время первого восхождения на его вершину. Стоковые осадки  стекают в Айсикл-Крик — приток реки Уэнатчи. 

## Маршруты восхождений
На пик пройдены следующие скальные маршруты:
- Восточный (East Route) — по которому было осуществлено первое восхождение в 1948 году;
- По западному гребню (West Ridge, п/п 1957 г.) — сложность 5.7 по шкале YDS;
- Маршрут Беки-Дэвиса по южной стене (South Face Beckey-Davis Route, п/п 1962) — 5.9 YDS;
- Маршрут Стэнли-Бургнера (Stanley-Burgner Route, 1968) — 5.10 YDS;
- Маршрут Solid Gold (1989) — 5.11 YDS;
- Маршрут Der Sportsman — 5.11 YDS.